# Diemtigtal
Le Diemtigtal est une vallée des Alpes bernoises en Suisse.

## Géographie
Le Diemtigtal est situé au sud-ouest du lac de Thoune, entre les vallées du Simmental (à l'ouest et au nord) et du Frutigtal (au sud-est). Il est constitué de trois vallons différents. Le Chirel, le cours d'eau principal du Diemtigtal, coule dans le vallon le plus oriental. Il prend sa source entre le Wiriehorn (2 304 m) et le Hohniesen (2 454 m) puis coule vers le nord. Peu avant Diemtigen il reçoit les eaux du Fildrich et du Narenbach.